# Dobrica Milutinović
Pour les articles homonymes, voir Milutinović.
Dobrica Milutinović, en serbe cyrillique Добрица Милутиновић (né le 11 septembre 1880 à Niš - mort le 18 novembre 1956 à Belgrade), était un acteur serbe. De 1899 jusqu'à sa mort, il a fait partie de la troupe du théâtre national de Belgrade.

## Biographie
Dobrica Milutinović a principalement joué des rôles héroïques et romantiques au théâtre. Il a ainsi successivement interprété les rôles de Roméo, de don Carlos, d'Otello et, dans des pièces nationales, ceux de Hajduk Veljko, Maksim Crnojević, ou de l'empereur Dušan.
Au cinéma, il a tourné dans Karađorđe, un film muet d'Ilija Stanojević, qui racontait en 80 minutes les exploits de Karageorges, le héros de la Première révolte serbe contre les Turcs ; il y interprétait le rôle de Janko Katić. La même année, il a joué  le rôle de Ladislas Hunyadi dans Ulrih Celjski i Vladislav Hunjadi, un film muet de 30 minutes, également réalisé par Ilija Stanojević ; ce film est considéré comme une des révélations du Festival du cinéma muet de Sacile en 2006. En 1947, il a tourné dans Živjeće ovaj narod, un film de Nikola Popović.

## Postérité
Le prix Dobričin prsten (l'« anneau de Dobrica »), créé en 1980, a été ainsi nommé en l'honneur de Dobrica Milutinović ; il se réfère à l'anneau d'or qui lui a été offert en 1937 par l'Association des acteurs du royaume de Yougoslavie en récompense de son exceptionnel talent dramatique.
En 1974, le théâtre de Sremska Mitrovica a pris le nom de théâtre Dobrica-Milutinović.